# Anosia oesypera
Anosia oesypera är en fjärilsart som beskrevs av Talbot 1943. Anosia oesypera ingår i släktet Anosia och familjen praktfjärilar. Inga underarter finns listade i Catalogue of Life.